# Уравнение на Нернст
Уравнението на Нернст е зависимост в електрохимията, която дава възможност за изчисляването на окислително-редукционния потенциал на дадена химична реакция въз основа на стандартния електроден потенциал, термодинамичната температура, броят на участващите в реакцията електрони и термодинамичната активност (често апроксимирана с техните концентрации) на подложените на окисляване и редукция вещества.
Уравнението на формулирано за пръв път от германския физикохимик Валтер Нернст и носи неговото име.